# لي أنغ
لي أنغ (بالصينية: 李昂) (15 سبتمبر 1993 في الصين - ) هو لاعب كرة قدم صيني في مركز الدفاع، شارك في كأس آسيا 2015. وشارك مع منتخب الصين تحت 23 سنة لكرة القدم ومنتخب الصين لكرة القدم. أما مع النوادي، فقد لعب مع جيانغسو سونينغ.

## روابط خارجية
- لي أنغ على موقع قاعدة بيانات كرة القدم.إي يو (الإنجليزية)
- لي أنغ على موقع ناشيونال فوتبول تيمز (الإنجليزية)
- لي أنغ على موقع Soccerway.com (الإنجليزية)
- لي أنغ على موقع اللجنة الأولمبية الصينية (الإنجليزية)